# (171) Ofèlia
(171) Ofèlia és un asteroide pertanyent al cinturó d'asteroides descobert el 13 de gener de 1877 per Alphonse Louis Nicolas Borrelly des de l'observatori de Marsella, França. S'anomena així per Ofèlia, un personatge del drama Hamlet de l'escriptor anglès William Shakespeare (1564-1616).

## Característiques orbitals
Ophelia està situat a una distància mitjana del Sol de 3,129 ua, podent apropar-se fins a 2,718 ua. La seva inclinació orbital és 2,547° i l'excentricitat 0,1316. Triga 2022 dies a completar una òrbita al voltant del Sol. Forma part de la família asteroidal de Themis.